# Alaa Zouiten
Alaa Zouiten (* 1985 in Casablanca) ist ein marokkanischer Fusionmusiker (Oud, Komposition).

## Leben und Wirken
Zouiten erlernte die arabische Laute Oud und studierte sie am Conservatoire National de Marrakech. Dann spielte er in der Fusion-Band Jbara, mit der er auf zahlreichen marokkanischen Festivals auftrat. Parallel dazu setzte er sein Musikstudium fort, das er 2013 mit einem Bachelor in Musikpädagogik und Philosophie an der Universität Erfurt weiterführte, um dann das Masterstudium in transkultureller Musikwissenschaft an der Hochschule für Musik Franz Liszt Weimar zu absolvieren.
2012 veröffentlichte Zouiten sein Debütalbum Hada Makan, dem das Album Talking Oud (2015) folgte, das er in Frankreich, Spanien, Marokko und Deutschland vorstellte. Mit dem Quartett For Free Hands um den Gitarristen Andreas Brunn entstand das Album The Passing On of the Fire, das 2023 bei Laika Records erschien.
Zouiten war außerdem Kurator verschiedener transkultureller Musikprojekte und Veranstaltungen wie der Konzertreihe Arab Song Jam (seit 2017) und dem Gnaoua Festival Berlin (2018, 2019). An der Jungen Deutschen Oper war er als musikalischer Leiter für das Projekt Common Sound sowie in diversen Schulprojekten tätig. Zudem ist er auf dem Album Who Are You von Hansmann & Klausing zu hören.